# Union (Wirginia Zachodnia)
Union – miasto w Stanach Zjednoczonych, w stanie Wirginia Zachodnia, w hrabstwie Monroe.